# Естрикланд
Естрикланд (швед. Gästrikland) — историческая провинция (ландскап) в центральной части Швеции, самая южная в историческом регионе Норрланд. В основном, территория провинции составляет южную часть лена Евлеборг, однако небольшие участки относятся к лену Уппсала.
Граничит с провинциями Уппланд, Вестманланд, Даларна и Хельсингланд, на востоке омывается Ботническим заливом.

## География
- Рельеф Естрикланда имеет незначительные возвышения. На юге и востоке есть пахотные земли, но в значительной степени доминируют пейзажи леса, особенно на западе и севере этого ландскапа. Территории Естрикланда весьма богаты озёрами и реками, заливами и притоками — имеет весьма большие акватории: в совокупности 1/10 часть от общей территории. Крупнейшее озеро имеет площадь 72 км².
- Высшая точка ландшафта — 402 м над уровнем моря. Она в северо-западной части — называемая как «Лустикноп» (швед. Lustigknopp). С этой горой связаны отдельные провинции Естрикланд, Гельсингланд и Даларна.
- Естрикланд называют «воротами в Норрланд» от древних времен, когда север был малолюдным, малоизвестен; покрыт лесами, горами и озёрами. Но основные территории данного ландскапа представлены из плоских участков на юге и востоке, перемешиваются с плодородными сельскохозяйственными районами. Северный и западный рельеф представляются более холмистыми, лесистыми и непригодными для обработки. Известен национальный парк — Фарнебофьорден (швед. Färnebofjärden).

## История
- Горнодобывающая отрасль Естрикланда известна с V века нашей эры.[источник не указан 4446 дней] Сейчас на производстве железа и других металлов работает около 6500 человек.
- Естрикланд упоминается в исторических источниках 1253 г. и назывался тогда «Гестрикаландия» (швед. Gestrikalandia). Упоминает его и Эрик Хроник в 1247 г. как «Гестрикланд» (швед. Gästrikland). В 1314 г. указан как регион (швед. hundare — сотня) с церковными приходами. До XV в. — добавлены ещё территории девяти церковных приходов.
- После XVI в. Естрикланд переживает формирование в соответствии церковным структурам — приходов: на западе ландскапа — 5 (в течение 1797—1911 гг.), в восточной части — 7 (в течение 1622—1943 гг.). С собственной юрисдикцией г. Евле — с 1943 года.

## Население
Население Естрикланда — 148 714 (статистика за 2011 г.).
Плотность населения территории — всего 35,6 человек/км ².
ЦЕВ — UTC+1 (Летнее время — UTC+2).

## Символы
Символом-цветком провинции является ландыш, а символом-животным — глухарь, символ-птица — чернозобая гагара, символ-рыба — атлантическая сельдь. Геральдический девиз провинции Естрикланд — «Железное Королевство» (швед. Järnriket).

## Галерея

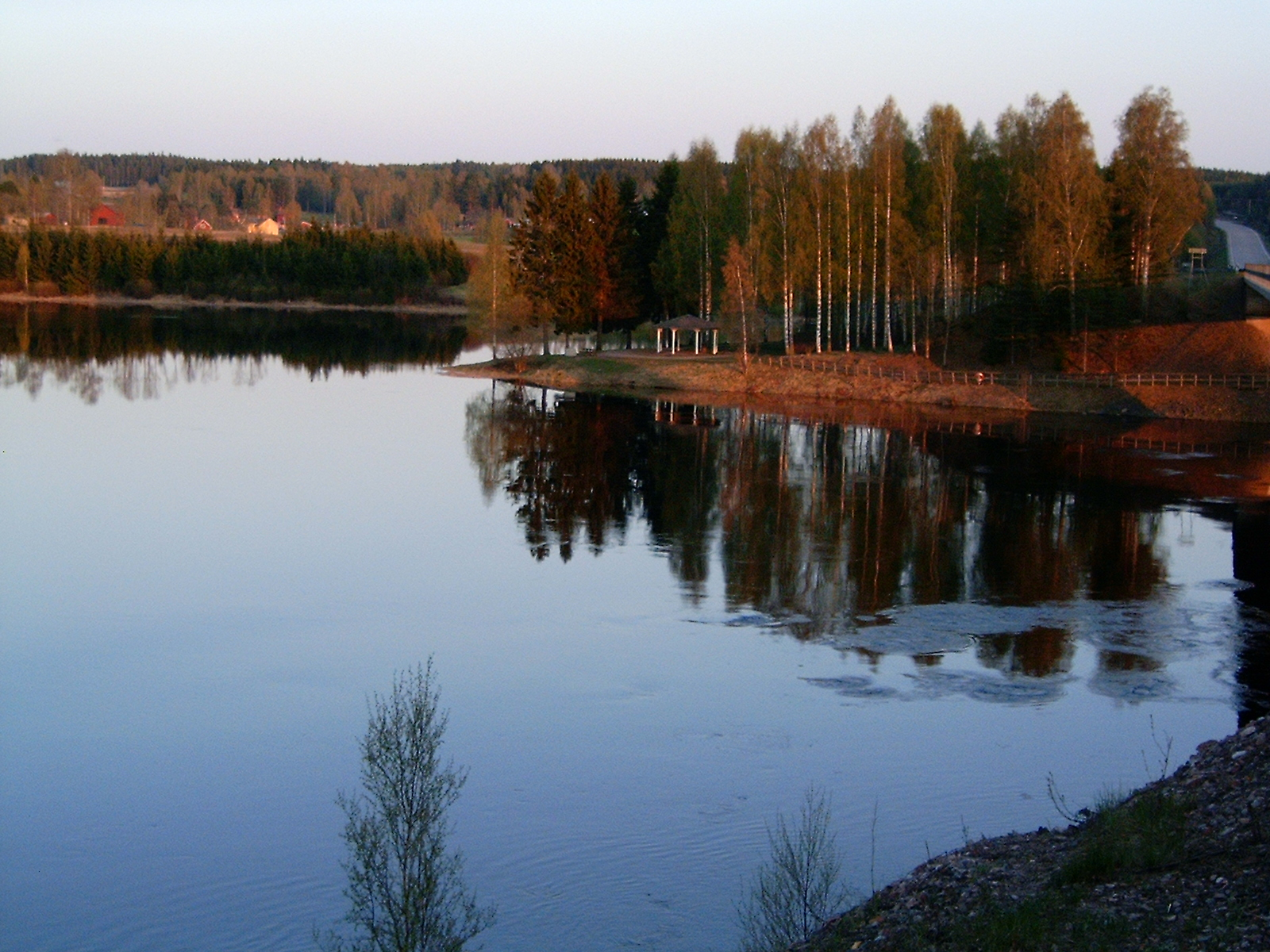
река Далельвен Естрикланда
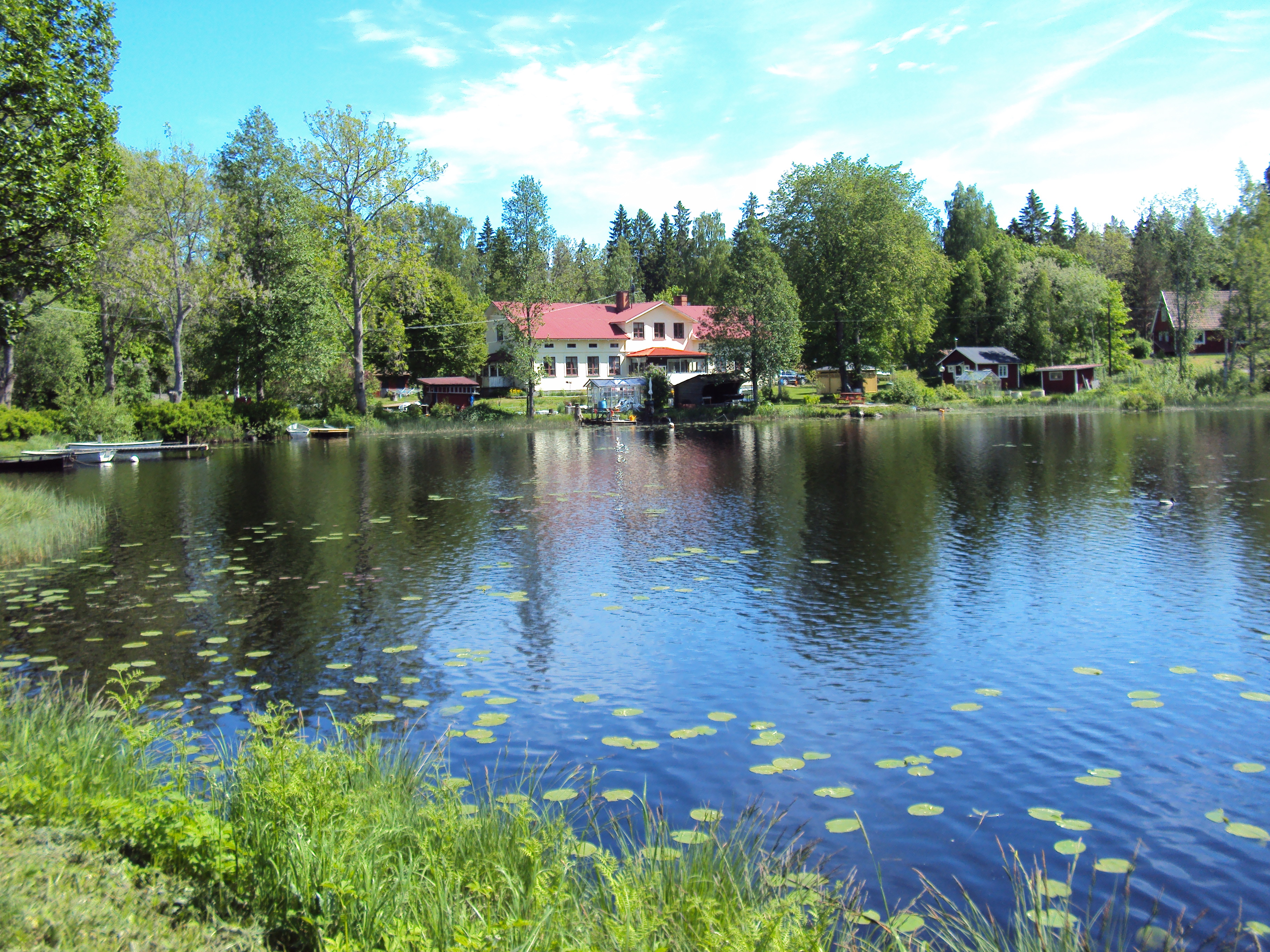
одно из многих озёр Естрикланда
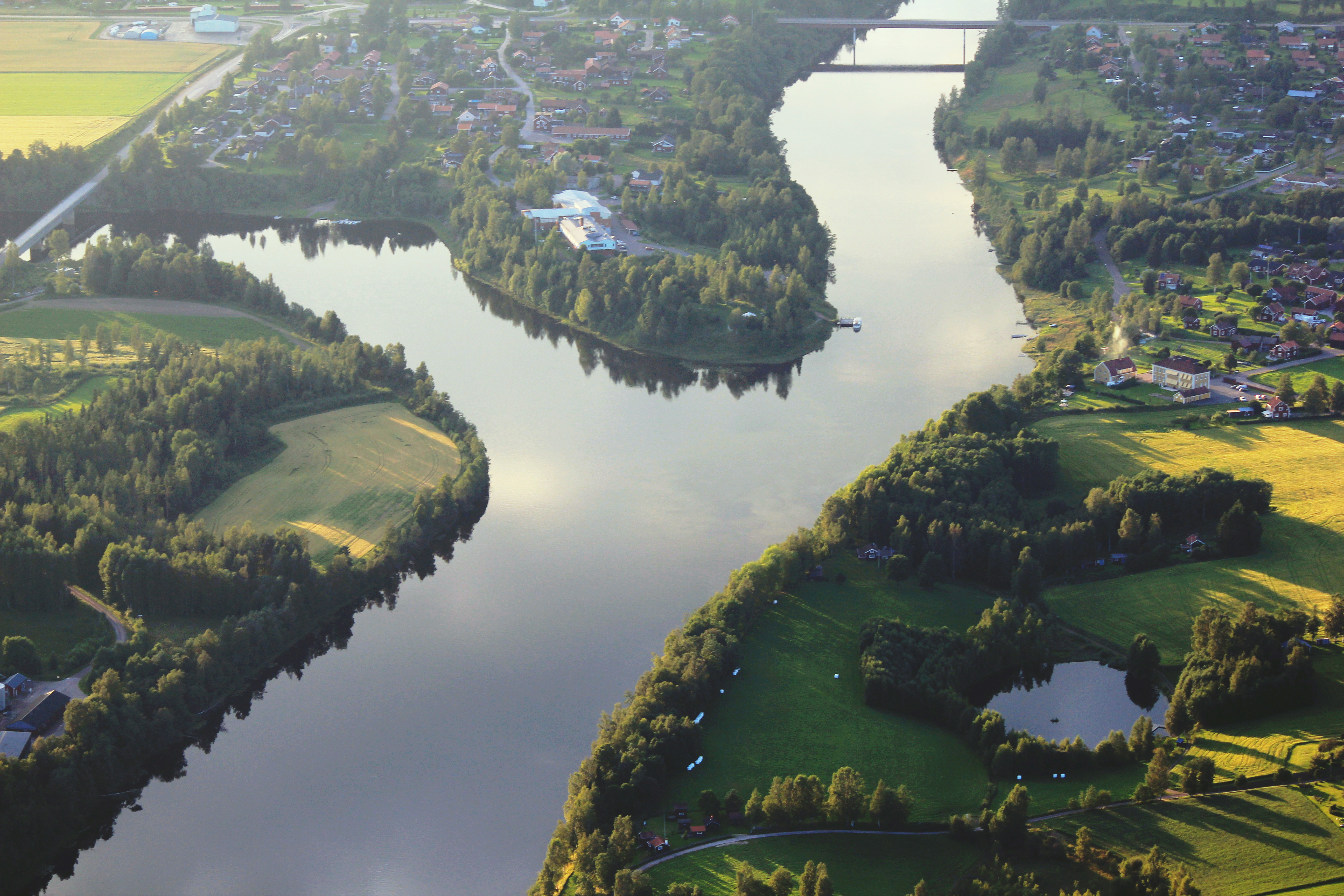
ландшафт Естрикланда на территории Евлеборга